# Geografia Litwy

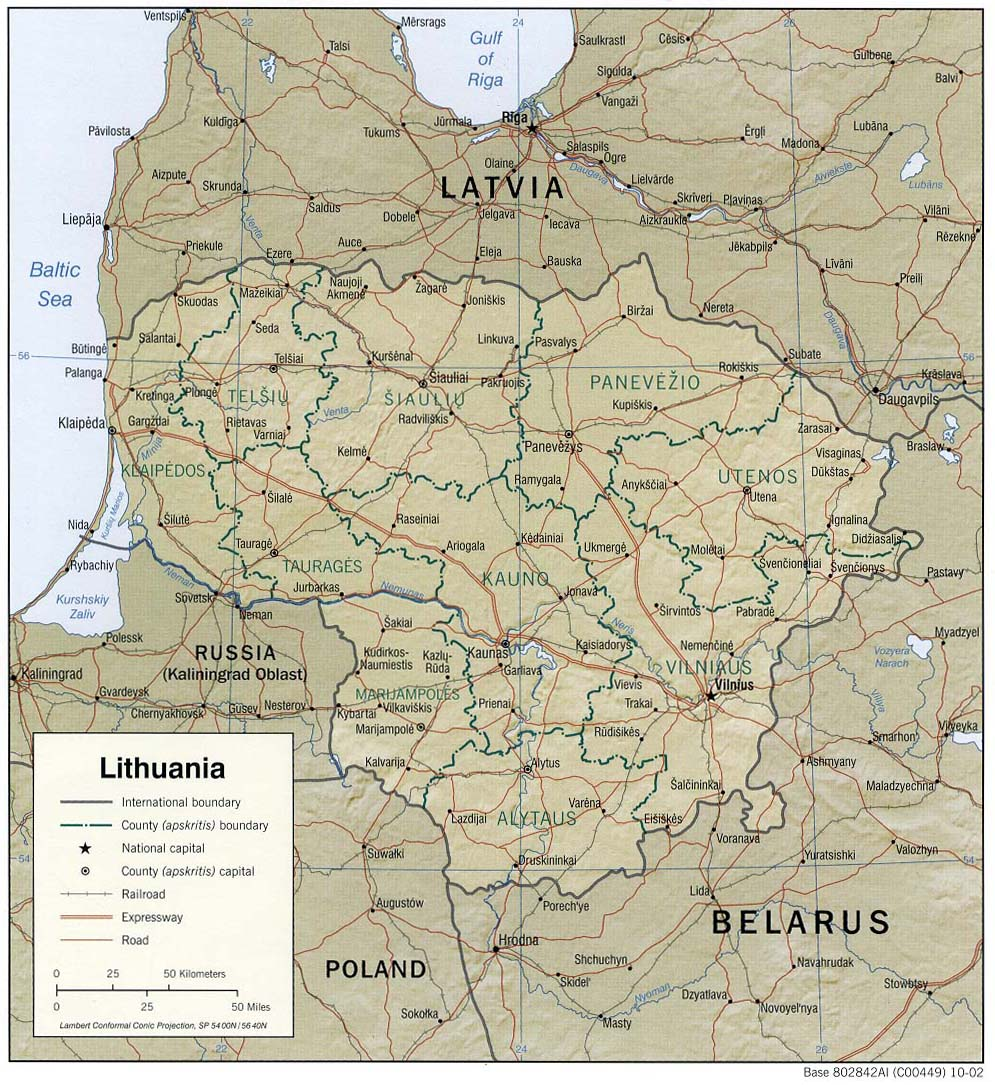
Mapa Litwy

Geografia Litwy – dziedzina nauki zajmująca się badaniem Litwy pod względem geograficznym.
Litwa jest niewielkim krajem leżącym w północno-wschodniej Europie nad Morzem Bałtyckim – jeden z trzech krajów bałtyckich, obok Łotwy i Estonii. Przed rokiem 1990 stanowiła część dawnego ZSRR. Od 2004 roku członek Unii Europejskiej i NATO. 

## Położenie, powierzchnia i granice
Litwa leży w północno-wschodniej Europie nad Morzem Bałtyckim – jest najbardziej na południe wysuniętym krajem bałtyckim . Zajmuje powierzchnię 65,300 km² (z czego wody to 2,620 km²) . 
Na terenie Litwy znajduje się geograficzny środek Europy, umiejscowiony 26 kilometrów na północ od Wilna. Ustalili to naukowcy z Francuskiego Instytutu Geograficznego w 1989 roku. Posiadaniem geograficznego środka Europy na własnym terenie chwalą się też inne państwa europejskie, m.in. Polska.
Litwa graniczy na lądzie z czterema państwami – Łotwą na północy, Białorusią na wschodzie i południu, oraz Polską i rosyjskim obwodem królewieckim na południowym zachodzie . Łączna długość granicy lądowej wynosi 1,549 km (640 km z Białorusią, 544 km z Łotwą, 261 km z Rosją i 104 km z Polską) . Linia brzegowa Litwy ma długość 90 km .  

## Warunki naturalne

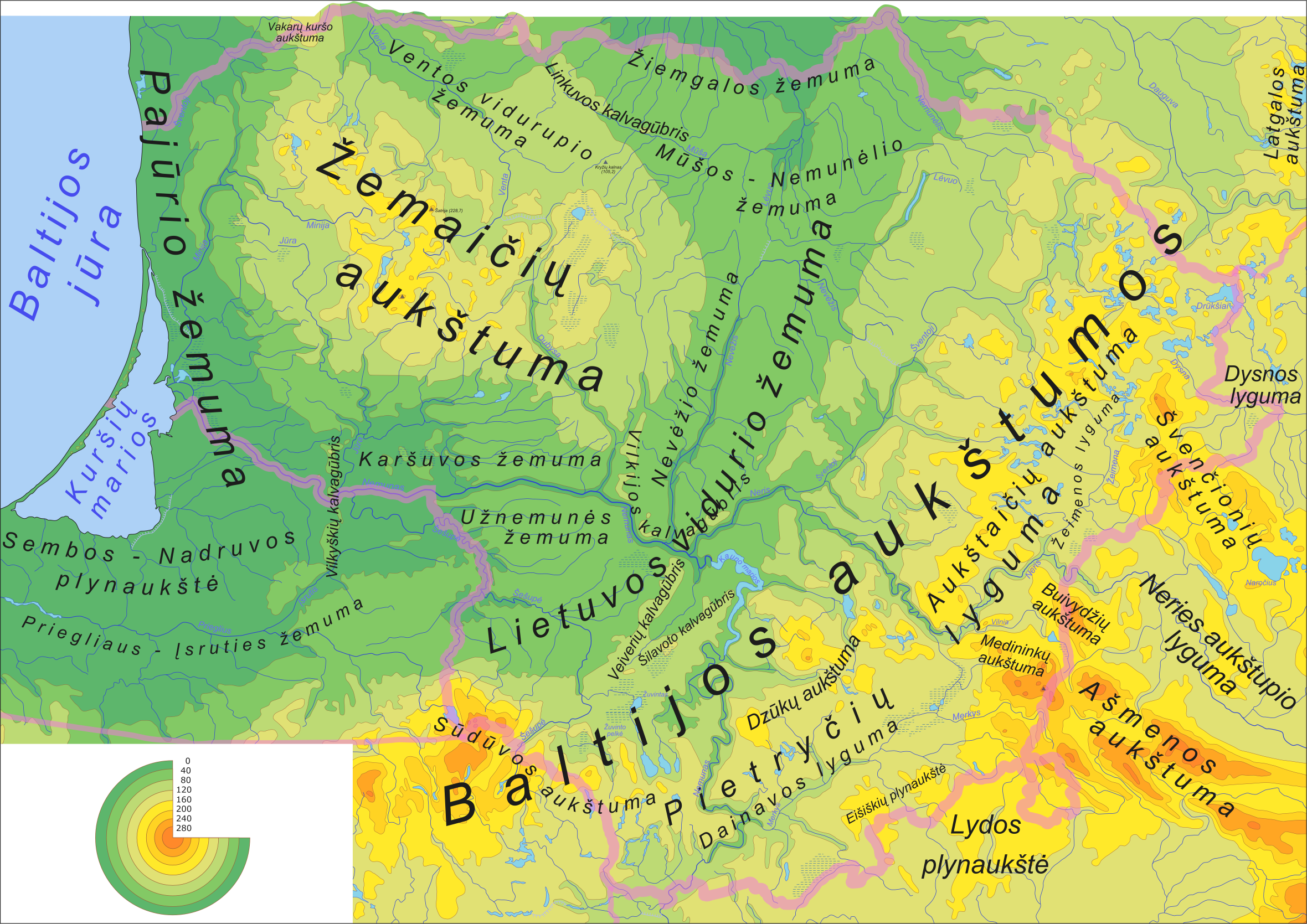
Mapa fizyczna Litwy

### Ukształtowanie terenu
Litwa leży na obszarze Niżu Wschodnioeuropejskiego i większość kraju stanowią tereny nizinne . Średnia wysokość nad poziomem morza wynosi 99 m n.p.m. 
Linia brzegowa Litwy jest bardzo słabo urozmaicona. Na większości niemal stukilometrowej linii brzegowej, wybrzeże jest wyrównane i płaskie. Jedynie na południu, przy granicy z Rosją (obwód królewiecki), brzeg morski urozmaicają niewielkie, płytkie zatoki. W niewielkiej odległości od zwartego obszaru lądowego, równolegle do wybrzeża ciągnie się Mierzeja Kurońska, oddzielona od lądu Zalewem Kurońskim. Niemal na całej długości litewskie wybrzeże jest płaskie i ma postać plaż. Na Mierzei Kurońskiej występują ponadto wydmy w postaci wałów.

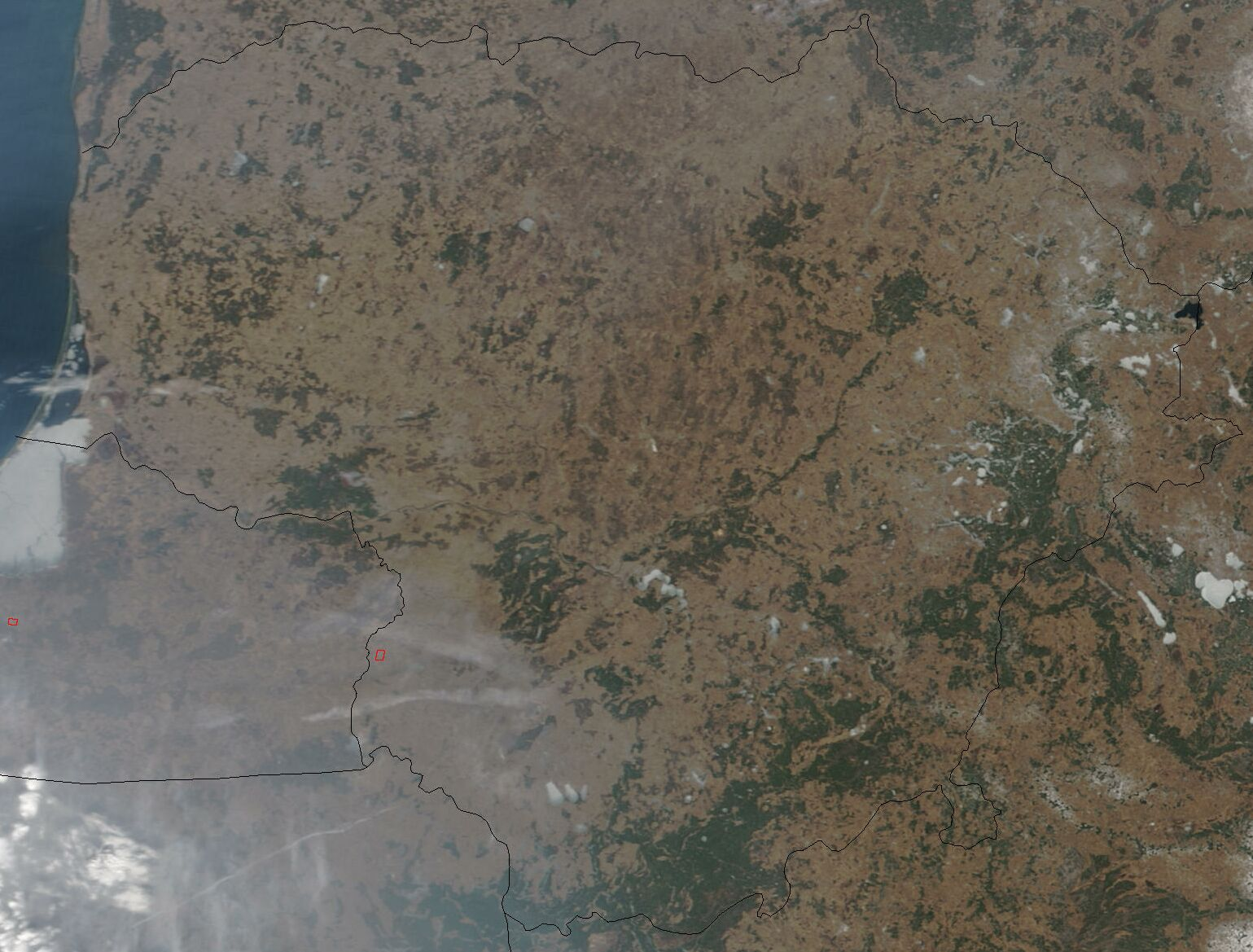
Zdjęcie satelitarne Litwy

### Budowa geologiczna
Litwa leży w obrębie obniżenia perybałtyckiego, wyniesienia mazursko-pomorskiego i siodła litewskiego. Obszary te wchodzą w skład platformy wschodnioeuropejskiej, zbudowanej z krystalicznych i metamorficznych skał pochodzących z prekambru. Skały te przykrywają młodsze osady. W plejstocenie obszar dzisiejszej Litwy podlegał kilkakrotnym zlodowaceniom. Wynikiem działalności lodowcowej są m.in. moreny i głazy narzutowe. W dolinach rzecznych miejscami występują osady pochodzące sprzed plejstocenu, gdzie dominuje rzeźba fluwialna. Najmłodsze osady, które są wynikiem akumulacyjnej działalności lodowca, to piaski, gliny, żwiry oraz torf. Starsze skały osadowe, które przykrywają utwory prekambryjskie to głównie wapienie i dolomity.

### Rzeźba
Ukształtowanie powierzchni nizinne, o rzeźbie polodowcowej, średnia wysokość 99 m n.p.m., najwyższe wzniesienie Aukštojo kalnas (Wysoka Góra) 293,84 m n.p.m., na Wyżynie Miednickiej. Wybrzeże morskie jest przeważnie niskie i wyrównane, wnętrze kraju zaś nizinne z licznymi formami polodowcowymi. Większa część powierzchni Litwy znalazła się w zasięgu zlodowacenia wałdajskiego. Przeważają równiny moreny dennej, pojeziorno-lodowcowe i sandrowe z wydmami śródlądowymi. W zachodniej części Wysoczyzna Żmudzka (wysokość do 234 m), na południowym wschodzie (na pograniczu z Białorusią) Pojezierze Litewskie (Wileńskie) rozdzielone dolinami Niemna i jego dopływu Wilii na 3 oddzielne wzniesienia, Sudawskie, Dzukijskie i Auksztockie. Wąski pas pobrzeża nad Zalewem Kurońskim, odgrodzony od Morza Bałtyckiego Mierzeją Kurońską z wielkimi wałami wydm, na południu delta Niemna.

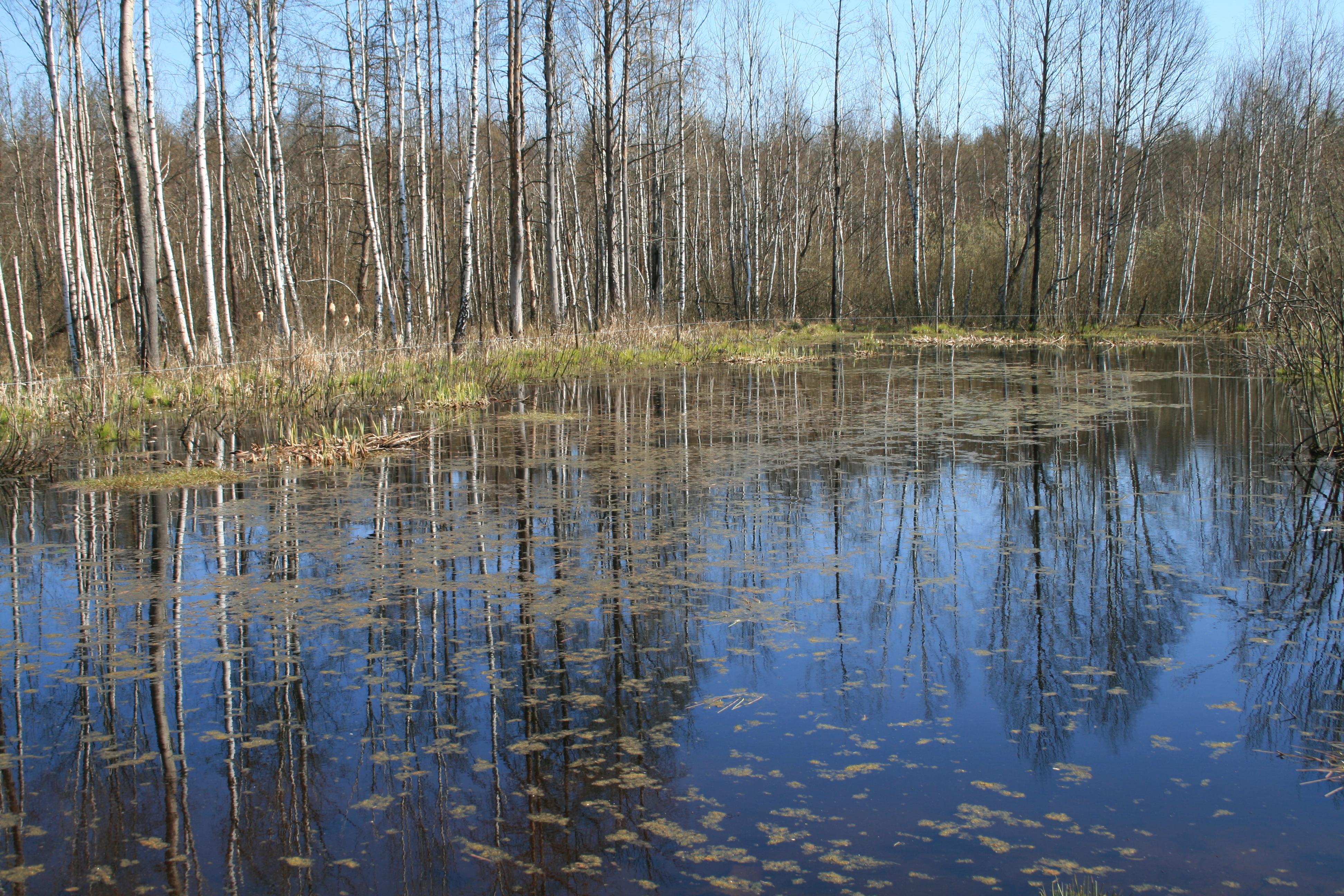
Jedno z litewskich jezior, na drugim planie las liściasty (brzoza, olcha) charakterystyczny dla wilgotnych i podmokłych terenów.

## Klimat
Litwa leży w strefie klimatu umiarkowanego ciepłego, a jego odmianą jest klimat przejściowy między morskim nad wybrzeżem bałtyckim i o wzrastających ku wschodowi cechach kontynentalnych. Charakterystyczną cechą klimatu Litwy są silne wiatry i szybkie zmiany pogody. Na większości obszarów kraju okres wegetacyjny trwa poniżej 180 dni.

### Temperatura
Średnia temperatura w styczniu od −7 °C na wschodzie do 0 °C na wybrzeżu, w lipcu ok. 17–18 °C. Najniższą temperaturę: −42,9 °C, odnotowano 1 lutego 1956 w mieście Uciana, najwyższą: 37,5 °C, odnotowano 30 lipca 1994 roku w miejscowości Jeziorosy. Liczba dni upalnych jest niewielka, jednak związku z istnieniem klimatu przejściowego podobnie jak w Polsce, także i na Litwie odnotowuje się co najmniej 20 dni z temperaturami 30 °C i wyższymi. Jest to związane z napływem suchych, kontynentalnych mas powietrza z południowej części Rosji.

### Opady
Opady występują głównie latem. Średnie roczne wartości wynoszą około 600–800 mm i więcej, szczególnie w zachodniej części Wysoczyzny Żmudzkiej. W okresie zimy opady występują głównie pod postacią śniegu, który zalega od 75 dni na Mierzei Kurońskiej do 110 dni na krańcach północno-wschodnich.

### Rekordy temperatur

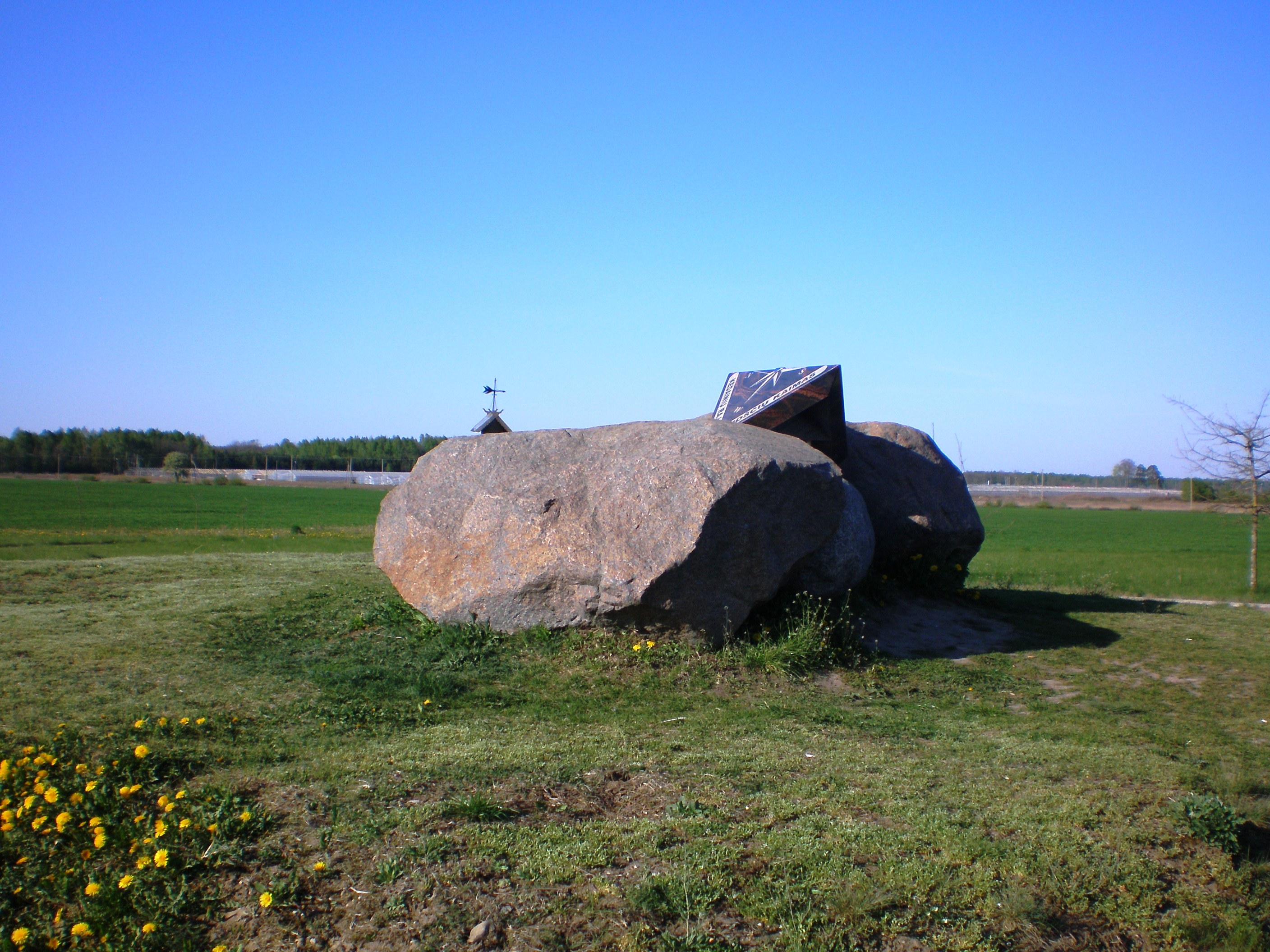
Głazy narzutowe

| Rekordy temperatur w poszczególnych miesiącach (°C) |       |       |       |       |      |      |       |      |      |       |     |       |
| Miesiąc                                             | Sty   | Lut   | Mar   | Kwi   | Maj  | Cze  | Lip   | Sie  | Wrz  | Paź   | Lis | Gru   |
| Najwyższe temp.                                     | +12,6 | +16,5 | +21,8 | +28,8 | +34  | +35  | +37,5 | +36  | +32  | +26   | +18 | +15,6 |
| Najniższe temp.                                     | −40,5 | −42,9 | −37,5 | −23,0 | −6,8 | −2,8 | +0,9  | −2,9 | −6,3 | −19,5 | −23 | −34   |

## Wody
Rozwinięta gęsta sieć rzek (na 1 km² przypada 0,4 km rzeki) typu równinnego, wolno płynące, meandrujące o szerokich dolinach. Zasilane są przede wszystkim wodami ze stopionych śniegów, co jest przyczyną gwałtownego wzbierania stanów wód na wiosnę i występowaniem licznych powodzi. Największe rzeki to: Niemen – o długości całkowitej 937 km, natomiast w granicach Litwy 469 km, którego dorzecze zajmuje prawie 70% powierzchni terytorium Litwy – wraz z dopływami: Wilią, Niewiażą, Dubissą oraz górny bieg Windawy. Najdłuższą rzeką płynącą w całości na terytorium Litwy jest rzeka Święta, o długości 246 km. Na Litwie znajduje się łącznie ok. 6 tys. jezior, które zajmują ok. 914 km², czyli 1,4% powierzchni kraju. Najwięcej jezior znajduje się na Nizinie Wilejsko-Żejmiańskiej, głównie pochodzenia polodowcowego. Największe jezioro to Dryświaty (przy granicy z Białorusią), najgłębsze Tauroginie (maksymalna głębokość 60,5 m), najdłuższe (typu rynnowego) to Oświe (inna nazwa Jezioro Dubińskie) o długości 30 km.

### Najdłuższe rzeki na Litwie
Według FAO na Litwie są 733 rzeki liczące ponad 10 km długości, które zajmują łącznie 32 601 ha (326,01 km²).
| nazwa polska | nazwa litewska | długość całkowita, w km | na obszarze Litwy, w km | powierzchnia dorzecza, w km² |
| --- | -------------- | ----------------------- | ----------------------- | ---------------------------- |
| Niemen | Nemunas        | 937                     | 475                     | 98 200                       |
| Wilia | Neris          | 510                     | 234                     | 25 100                       |
| Windawa | Venta          | 346                     | 161                     | 11 800                       |
| Szeszupa | Šešupė         | 298                     | 209                     | 6100                         |
| Musza-Lelupaa | Mūša-Lielupė   | 284                     | 146                     | 5 300b                       |
| Świętac | Šventoji       | 246                     | 246                     | 6900                         |
| Niewiaża | Nevėžis        | 209                     | 209                     | 6100                         |
| Mereczanka | Merkys         | 203                     | 190                     | 4400                         |
| Minia | Minija         | 202                     | 202                     | 3000                         |
| a Od źródeł Muszy do ujścia Lelupy b Powierzchnia tylko dla samej rzeki Muszy c Najdłuższa rzeka płynąca w całości na terytorium Litwy |                |                         |                         |                              |

### Największe jeziora na Litwie
Według Statistikos Departamentas na Litwie jest 2830 jezior o powierzchni większej niż 0,5 ha, jeziora w sumie zajmują powierzchnię 880 km². Według FAO na Litwie jest 2827 jezior o łącznej powierzchni 87 359 ha (873,59 km²) z czego 1589 jest większych od 0,5 ha, zajmujących łącznie 24 434 ha (244,34 km²).
| nazwa polska | nazwa litewska             | powierzchnia, w hektarach | głębokość, w metrach |
| ------------ | -------------------------- | ------------------------- | -------------------- |
| Dryświaty    | Drūkšiai, Drūkšių ežeras   | 4479,0                    | 33,3                 |
| Dzisna       | Dysnai, Dysnų ežeras       | 2439,4                    | 6,0                  |
| Duś          | Dusia, Dusios ežeras       | 2334,2                    | 31.7                 |
| Sarty        | Sartai, Sartų ežeras       | 1331,6                    | 22,0                 |
| Łodzie       | Luodis, Luodžio ežeras     | 1320,0                    | 16,5                 |
| Metele       | Metelys, Metelio ežeras    | 1292,0                    | 15,0                 |
| Płotele      | Plateliai, Platelių ežeras | 1209,6                    | 46,6                 |
| Awiłajtis    | Avilys, Avilių ežeras      | 1209,0                    | 13,5                 |
| Rakiewo      | Rėkyva, Rėkyvos ežeras     | 1150,9                    | 7,0                  |
| Ałowsza      | Alaušas, Alaušo ežeras     | 1054,0                    | 42,0                 |

## Gleby
Gleby, które dominują na Litwie, wykształciły się głównie na podłożu morenowym, a przeważającym typem gleb są gleby darniowo-bielicowe, które pokrywają 45% powierzchni kraju. Spore obszary bo 17% pokrywają gleby bielicowo-bagienne, które występują na wyżynach. Gleby darniowo-glejowe pokrywają 18% powierzchni Litwy i występują w centralnej części kraju. Niewielkie obszary zajmują rędziny – 7%, zaś najmniej jest madów.

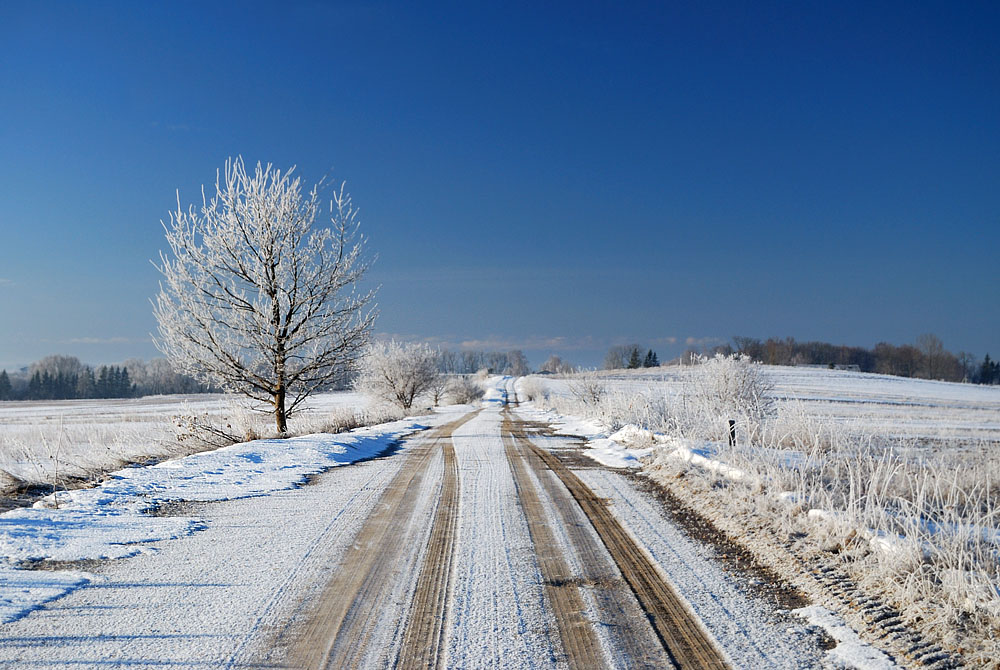
Litwa zimą

## Flora
Litwa należy do strefy lasów mieszanych (prowincja sarmacka i bałtycka) gdzie dominują sosny w 37% oraz brzozy 23% i świerki 19%. W mniejszych ilościach rośnie olcha. Obszary bagien i torfowisk zajmują obecnie 5% powierzchni kraju, tereny porośnięte roślinnością torfową szczególnie rozpowszechnione są na Wysoczyźnie Żmudzkiej. Na glebach żyźniejszych rosną lasy świerkowe ze świerkiem pospolitym z udziałem drzew liściastych lub dąbrowy z dębem szypułkowym Na południu kraju rosną lasy dębowo-grabowe, a lesistość kraju wynosi 26%.

## Fauna
Litwa leży na granicy dwóch stref zoogeograficznych. W kraju występują zarówno gatunki powszechne dla europejskich lasów, jak i gatunki obszarów chłodniejszych. W lasach żyją sarny, dziki i jelenie, czyli zwierzęta typowe dla środkowoeuropejskich lasów. Do drapieżników należą wilki i rysie. Zaś do chłodniejszej strefy tajgi krainy palearktycznej należą łosie. Do ptaków należą podobnie jak w Polskie gatunki rodzime, jak i te migrujące. Na Litwie żyją bociany, żurawie i głuszce, a na wybrzeżu mewy. Liczne są także ryby ze względu na obecność dużej ilości wód powierzchniowych. Wymienić tu należy szczupaka, jesiotra i suma.

## Obszary chronione
Na Litwie jest 5 parków narodowych – Auksztocki PN, Dzukijski PN, Żmudzki PN, Trocki Historyczny PN oraz PN Mierzei Kurońskiej, a także 30 rezerwatów przyrody (parków regionalnych, m.in. łabędzie pod ochroną na jeziorze Żuwinta).
Jako pierwszy założony został 29 marca 1974 roku Auksztocki Park Narodowy, noszący przed odzyskaniem przez Litwę niepodległości nazwę Parku Narodowego Litewskiej SRR. Jego powierzchnia wynosi ok. 30 tys. ha, ponad 60% obszaru parku zajmują lasy.
Obszary chronione na Litwie zajmują 11,5% powierzchni kraju. Działalność rekreacyjna i gospodarcza na obszarach chronionych jest regulowana. Na Litwie pod ochroną jest 386 zabytków przyrody (drzewa, źródła, kamienie itp.)

## Krainy geograficzne
- Pobrzeże Żmudzkie (Pajūrio žemuma)
- Wysoczyzna Zachodniokurlandzka (Vakarų Kuršo aukštuma)
- Pojezierze Żmudzkie zwane też Wysoczyzną Żmudzką (Žemaičių aukštuma)
- Równina Zachodniożmudzka (Vakarų Žemaičių lyguma)
- Wysoczyzna Zachodniożmudzka (Vakarų Žemaičių plynaukštė)
- Wysoczyzna Środkowożmudzka (Žemaičių aukštuma)
- Wysoczyzna Wschodniożmudzka (Rytų Žemaičių plynaukštė)
- Równina Środkowej Windawy (Ventos vidurupio žemuma)
- Nizina Semigalska zwana też Niziną Zemgalską (Žiemgalos lyguma)
- Równina Muszy i Niemenka (Mūšos-Nemunėlio žemuma)
- Nizina Środkowolitewska (Vidurio-Lietuvos žemuma, Lietuvos vidurio žemuma)
- Równina Niewiaży (Nevėžio žemuma)
- Równina Dolnoniemeńska (Nemuno žemupio lyguma)
- Pojezierze Suwalskie (Sūduvos aukštuma)
- Pojezierze Dzukijskie (Dzūkų aukštuma)
- Pojezierze Auksztockie (Aukštaičių aukštuma)
- Nizina Dajnawska (Dainavos lyguma)
- Nizina Wilejsko-Żejmiańska (Žeimenos lyguma)
- Równina Dzisny (Dysnos lyguma)
- Pojezierze Święciańskie (Švenčionių aukštuma)
- Garb Oszmiański (Ašmenos aukštuma)
- Wysoczyzna Miednicka (Medininkų aukštuma)
- Wysoczyzna Zachodnioauksztocka kraina istniejąca w oficjalnym polskim nazewnictwie geograficznym Litwy, nie funkcjonująca natomiast w literaturze litewskiej.
- Pojezierze Wileńskie kraina geograficzna nieistniejąca w litewskim podziale fizycznogeograficznym, na którą składają się dwie krainy: Dzūkų aukštuma i Aukštaičių aukštuma
- Nizina Południowo-Zachodnia (Pietryčių lyguma) kraina geograficzna nieistniejąca w polskim podziale fizycznogeograficznym, na którą składają się głównie Nizina Dajnawska i Nizina Wilejsko-Żejmiańska.